# Nosta Novotroitsk
Nosta Novotroitsk (Russisch: ФК Носта) is een Russische voetbalclub uit Novotroitsk.

## Geschiedenis
De club is opgericht in 1991 als Metalloerg Novotroitsk en begon dat jaar nog in de vierde klasse van de toenmalige Sovjet-Unie. Na het uiteenvallen van dat land begonnen ze in 1992 in de Russische tweede divisie, de derde hoogste klasse. In 1993 werden ze vicekampioen en in 1995 werd de huidige naam aangenomen. Ook in 1998 kwam de club dicht bij een titel maar moest deze aan Amkar Perm laten. Het volgende seizoen werden ze wel kampioen en promoveerde zo naar de eerste divisie, waar ze het behoud echter niet konden verzekeren. 
Na een nieuwe promotie in 2006 kon de club het drie seizoenen uithouden in de eerste divisie en werd zelfs vijfde in 2008. Deze goede notering werd het volgende jaar echter gevolgd door een degradatie. In februari 2010 kwam bericht dat de club wegens gebrek aan financiële middelen zou ophouden te bestaan, maar de club werd net op tijd gered. Sindsdien speelt de club in de Oeralzone van de tweede divisie, maar kon nog geen enkele keer in de top vijf eindigen. 
Het Metalloerg Stadion, waar de club haar thuiswedstrijden speelt, heeft een capaciteit van 6.000 plaatsen.